# Nuuk Posse
Nuuk Posse je grónská hiphopová skupina. Byla založena v roce 1985, od roku 1991 nese současný název. Členové skupiny jsou Inuité, texty jsou v grónštině, dánštině a angličtině. Jejich autorem je John Olsen, zabývají se tématy jako je inuitská identita nebo alkoholismus mezi grónskou mládeží. Skupina vystupovala v Německu, Švédsku, Španělsku a Kanadě, obdržela grónskou národní kulturní cenu a Organizace spojených národů jí udělila titul „Vyslanci pravdy“.

## Členové
- Andreas Hojgaard - beatbox
- Lars Sørensen - rap
- Peter Motzfeldt - rap, zpěv
- Henrik Pedersen - rap
- Thomas Hansen - rap
- John Olsen - rap

## Diskografie
- Sussa Appinnagu (1992, singl)
- NP (1994, album)
- Indigenous Reality (singl)
- Kaataq (1996, album)